# Zall-gjoçaji Nemzeti Park
A Zall-gjoçaji Nemzeti Park (albán Parku Kombëtar i Zall-Gjoçajt) nemzeti park Albánia északkeleti részén, a Lura-hegység és a Deja-hegység közé ékelődő középhegységi területen. Az 1996-ban 140 hektáron létrehozott zall-gjoçaji az ország tizennégy nemzeti parkja közül a legkisebb területű, de természetföldrajzi szempontból szoros egységet képez a szomszédos Lurai Nemzeti Parkkal.

## Fekvése
A nemzeti park a Lura-hegység legmagasabb csúcsa, a Kunora e Lurës (1929 m) déli-délnyugati, illetve a Deja-hegység északkeleti hegylába közé ékelődő fennsíki-völgységi terület 1350 és 1700 méteres tengerszint feletti magasságban. Északról a Lurai Nemzeti Park védett területei határolják. Település a nemzeti park területén nem található, és jó minőségű út sem vezet ide. Délnyugati irányból Macukull, dél felől Selishta térségéből közelíthető meg gyalogosan. A nemzeti parknak nevet adó, északnyugatra fekvő Zall-Gjoçaj falu maga is meglehetősen elszigetelt helyzetű.

## Földrajza és élővilága
A karsztformák szabdalta, változatos felszínű terület éghajlata kontinentális-hegyvidéki, hideg és csapadékos telekkel, mérsékelten meleg nyarakkal. Az évi középhőmérséklet 7,7 °C, a leghidegebb január átlaghőmérséklete 2,5, a júliusé 16,6 °C. Az átlagos évi csapadékmennyiség 1200 milliméter körül alakul.
Felszíni vízfolyásokban gazdag vidék, számos patak és ér hálózza át a magashegységek közé ékelődő területet. A magasabb szintvonalakon húzódó erdeinek fő állományalkotó fajai a tűnyalábos fenyő, a balkáni selyemfenyő, a balkáni páncélfenyő és az európai bükk, további nagy területeket foglalnak el az alpi és szubalpi rétek növénytársulásai. A nemzeti park területén megtalálható Albánia majd valamennyi nagyemlőse, jelentős állományai élnek itt a barna medvének, a szürke farkasnak, a balkáni hiúznak és az európai őznek. Zall-Gjoçajban fészkel és költ több szirtisas-pár.